# Industra
Industra je otevřený tvůrčí prostor pro sdílení výtvarného a divadelního umění. Také se věnuje oblasti gastronomie a přípravě výběrové kávy. Industru tvoří kavárna Industra Coffee, galerie Industra Art a divadelní platforma Industra Stage. Pořádají se zde také přednášky, workshopy, realizuje se zde spolupráce s českými designéry a budují se zde tzv. laby neboli sdílená místa pro společnou tvorbu. Prostory jsou také pronajímány a konají se tu festivaly a kulturní akce města Brna. Industra sídlí v areálu Nová Zbrojovka v Zábrdovicích.

## Historie
Industra vznikla jako projekt neziskové organizace Vaizard, která usiluje o realizaci nápadů jednotlivců i kolektivů. Začala se rozvíjet od června 2012 pod vedením Pavla Stratila. V dubnu 2012 se organizaci podařilo získat nepoužívané prostory v továrně na ulici Masná. Na základě povolení ředitele Filipa Rovnera otevřela Industra v prosinci 2012 komunitní centrum pro sdílení a tvorbu.
První akcí pro veřejnost byla výstava s názvem Abstrakce versus realismus, Čalkovský versus Konvica. Byla koncipována jako kontrast mezi abstraktním a realistickým uměním dvou brněnských umělců Antonína Čalkovského a Jakuba Konvici. Interiér Industry prošel mnoha stavebními úpravami a stále se vyvíjí.
Sekce Industra Stage je nejmladší realizovanou aktivitou. O prosazení performativního umění v Industře se zasloužil Petr Novák, Kateřina Lukáčová a Jakub Kubíček. 1. října v roce 2015 se otevřel sál pro prezentaci živého umění s přibližnou kapacitou 150 diváků. Prvním představením byla Regulace intimity od pražského generačního souboru 11:55.

### Kavárna INDUSTRA COFFEE
Zakladateli Industra Coffee jsou Petra Střelecká a Adam Obrátil. Oba baristé sbírali své zkušenosti v londýnských kavárnách. Servírují kávu z londýnské pražírny Square Mile Coffee Roasters, dále čaje, vlastní dezerty a jídlo. Pořádají také degustace kávy a sebevzdělávací kurzy pro veřejnost i odborníky v oblasti přípravy kávy.

### Galerie INDUSTRA ART
Galerie Industra Art je otevřený prostor pro současné výtvarné umění.
Výstavní program reaguje na podněty současného vizuálního umění. Industra Art se snaží podporovat projekty výtvarného umění a poskytnout místo a podmínky pro jejich realizaci. Každoročně je vyhlašován tzv. OPEN CALL, při němž porota vybírá kandidáty pro určité výstavní období. V Industře pobývají na stáži čeští i zahraniční umělci, kteří mají k dispozici ateliéry a výstavní prostor Industra Art. Vstupné do galerie je dobrovolné.

### Divadlo INDUSTRA STAGE
Industra Stage je divadlem v nedivadelním a industriálním prostoru. Podporuje především mladou nezávislou uměleckou tvorbu. Svým fungováním směřuje k modelu produkčního domu. Spolupracuje s uměleckými soubory, profesionálními divadly i jednotlivci. Lze zde zhlédnout činohru, především alternativní, taneční a pohybová divadla. Nabízí hostujícím souborům možnost prezentovat se mimo svá stálá působiště.
Jako rezidenti působili v Industře například divadelní soubor D'Epog nebo tvůrci Tereza Lepoldová a Lukáš Lepold. D'epog je experimentální, pohybové divadlo s důrazem na fyzickou akci herce, prostor a zkoumání vzájemné komunikace mezi hledištěm a jevištěm. Manželé Lepoldovi se věnují tvorbě autorských choreografií a také práci s lidmi s postižením. V roce 2018 zde nová brněnská taneční platforma Motion Hub uvedla svoji pohybovou performanci Acceleration. Koncept pohybové performance vytvořili manželé Lepoldovi z tvůrčí skupiny NGC 6302 V performanci účinkovali performeři z České republiky i zahraničí: Emese Kovács (HU), Tereza Lepold Vejsadová (CZ), Roberta Štěpánková (SK), Lukáš Lepold (CZ), Jacek Niepsujewicz (PL), Petr Novák (CZ). 
V současné době je rezidentem Industry Divadlo Feste. Divadlo Feste otevírá tabuizovaná sociální a politická témata. Pracuje také s neherci v obtížných životních situacích. Feste propojuje umění a humanitní vědy, konkrétně pracuje s výzkumy určitých témat probíhajících na FSS MU a FF MU v Brně.
Industra Stage nabízí prostor také mimobrněnským souborům jako je například pražská DAMÚZA, Divadlo LETÍ, Stará Aréna Ostrava, 420People, VOSTO5. Stala se také součástí různých divadelních festivalů, například Divadelní svět Brno, festival příští vlna/next wave, PROART. Kateřina Lukáčová s Petrem Novákem také navázali spolupráci se Střední školou knih, která nabídla recenzování programu Industry. Dále spolupracovali s Filozofickou a Ekonomicko-správní fakultou MU a Divadelní fakultou AMU.

## Ostatní

### Projekty a festivaly
Industra vytváří a podporuje projekty s kulturním, společenským a ekonomickým dopadem pro Brno. Věnuje se pořádání soutěží, festivalů a spolupracuje s profesionálními designéry. Součástí Industry je projekt s názvem TA–PE–TY. Je zaměřený na mladé české i zahraniční designéry, kteří se snaží skrze své autorské designové tapety přiblížit profesionální design širší veřejnosti a také přinést design do českých interiérů. Návrhy, jež jsou součástí prodejní kolekce, jsou vybírány formou soutěže. 
Industra také každoročně organizuje street food festival, který je inspirací v oblasti gastronomických nápadů z různorodých kuchyň (např. Jagger FoodTruck, Cider 99, Paštikárna od Jelínků, Dorty od Zdeničky, káva z INDUSTRA COFFEE, ochutnávka od Nalož to). Industra se podílí na festivalu Brněnská muzejní noc. Nabízí zde program naplněný výtvarným uměním, divadlem a přípravou kávy. Propojuje také kreativce, inovátory, vizionáře a realizátory, kteří se podílejí na výstavbě sdíleného místa pro společnou tvorbu tzv. labů. 